# Atractus maculatus
Atractus maculatus este o specie de șerpi din genul Atractus, familia Colubridae, descrisă de Günther 1858. Conform Catalogue of Life specia Atractus maculatus nu are subspecii cunoscute.